# Anacleto Bendazzi
Anacleto Bendazzi (noto anche con l'anagramma del suo nome, bazzecole andanti) (Fornace Zarattini, 25 gennaio 1883 – Ravenna, 28 febbraio 1982) è stato un presbitero ed enigmista italiano; il suo nome è legato a un'opera, Bizzarrie letterarie, straordinaria raccolta di enigmi e giochi linguistici.

## Biografia
Si avviò agli studi ecclesiastici nel Seminario di Ravenna, laureandosi poi in teologia a Roma. Dopo la sua ordinazione, avvenuta nel 1905, perfezionò gli studi a Roma, dove conobbe Angelo Roncalli, futuro papa Giovanni XXIII.
Trascorse il resto della sua vita nel seminario della sua città, in cui insegnò fino alla vecchiaia latino e greco.
Il caso volle che egli, amante di bizzarrie ed enigmi, morisse all'età di 99 anni (cifra palindroma) in una data anch'essa "palindroma" nonché ambigrammatica: 28-2-82 ().
Sembra che come epitaffio per la propria tomba abbia richiesto la scritta: Putredine - di un prete / storico di - Cristo Dio. Questi due versi costituiscono un ultimo gioco di parole ("Putredine" e "Cristo Dio" sono anagrammi rispettivamente di "di un prete" e di "storico di"), nota fedele a tutta la sua attività di enigmista.

## Opere
- Anacleto Bendazzi, Bizzarrie letterarie, presso l'autore nel Seminario Ravenna, 1951 (ma a Milano da A. Milesi)
- Anacleto Bendazzi, Bazzecole andanti, Vallardi, 1996 [edizione antologica di Bizzarrie letterarie, con prefazione e note di Stefano Bartezzaghi] (ISBN 88-11-90464-1)

L'opera più nota di don Bendazzi è sicuramente Bizzarrie letterarie, che pubblicò a proprie spese nel 1951 (per la precisione, il libro reca l'indicazione "finito di stampare in Milano il 15-1-51", una data che sembra sia stata scelta intenzionalmente dall'autore in quanto palindroma e ambigrammatica: ). In seguito, nel 1965 e nel 1978, vennero pubblicati degli "aggiornamenti".
Il contenuto di quest'opera è una vastissima raccolta di giochi di parole ed enigmi non solo in italiano ma anche, per buona parte, in latino, e perfino in altre lingue (inglese, francese e tedesco). Si può dire che ogni tipo di gioco linguistico vi sia rappresentato: anagrammi, frasi palindrome, acrostici, scioglilingua, centoni, sciarade, bisensi, echi, ambigrammi, tautogrammi, ecc.
Tra le mille invenzioni curiose contenute in quest'opera, si segnalano una "vita di Cristo in 1000 anagrammi" e una "vita di Cristo narrata da Virgilio (centone virgiliano di 666 esametri)". Inoltre, egli identificò diverse parole di lunghezza superiore alla 26 lettere di precipitevolissimevolmente (Francesco Moneti, 1677), per la precisione incontrovertibilissimamente e particolareggiatissimamente (27 lettere, come il dantesco sovramagnificentissimamente) e anticostituzionalissimamente (28 lettere).
Benché tirato in sole 2000 copie (soltanto nel 1996 Vallardi pubblicò una riedizione ridotta a cura di Stefano Bartezzaghi ma priva dei giochi nelle lingue estere, latino compreso); si tratta di un testo che ha fatto epoca tra gli amanti dell'enigmistica, degli anagrammi in particolare e dei giochi di parole in generale. Il suo autore è considerato un vero caposcuola della materia. Addirittura, molti lo considerano il più grande tra gli enigmisti italiani, almeno per quanto riguarda i giochi di parole, a motivo soprattutto della straordinaria complessità e bellezza del suo lavoro Vita di Cristo in 1000 anagrammi.